# C.O.D. (film)
C.O.D. is een Britse misdaadfilm uit 1932 onder regie van Michael Powell. De film is wellicht zoekgeraakt.

## Verhaal
Frances treft haar stiefvader dood aan in de bibliotheek. Ze betaalt Peter Craven om het lichaam te helpen verbergen. Wanneer het lijk wordt ontdekt, wordt Frances verdacht van de moord. Craven wil de echte moordenaar vinden.

## Rolverdeling
| Acteur          | Personage      |
| --------------- | -------------- |
| Garry Marsh     | Peter Craven   |
| Hope Davey      | Frances        |
| Arthur Stratton | Briggs         |
| Sybil Grove     | Mevrouw Briggs |
| Roland Culver   | Edward         |
| Peter Gawthorne | Rechercheur    |
| Cecil Ramage    | Vyner          |
| Bruce Belfrage  | Philip         |